# Llop de Vancouver
El llop de Vancouver (Canis lupus crassodon) és una subespècie del llop (Canis lupus).

## Descripció
- És de mida mitjana: fa entre 26 i 32 polzades d'alçària i de 4 a 5 peus de llargària des del nas fins a la cua.
- Pesa entre 65 i 90 lliures.
- En general, el seu pelatge presenta una barreja de gris, marró i negre. De vegades, també se'n veuen exemplars completament blancs.[2]

## Reproducció
La seva temporada de cria comença al gener.

## Alimentació
Les seves dues principals preses són el cérvol de Roosevelt (Cervus elaphus roosevelti) i el cérvol de cua negre (Odocoileus hemionus columbianus). També es nodreix del conill de Florida (Sylvilagus floridanus), el qual fou introduït a l'Illa de Vancouver l'any 1964.

## Distribució geogràfica
La seva àrea de distribució original s'estenia des del nord de les muntanyes Rocoses fins al sud d'Alberta (el Canadà). Avui dia només se'n troba a l'Illa de Vancouver.